# Karma (песня Анджелы Перистери)
Karma (с алб. Карма) — песня албанской певицы Анджелы Перистери. Песня была написана албанским композитором Кледи Бахити на слова Ольти Цурри. Песня представила Албанию на конкурсе песни Евровидение 2021 в Роттердаме, Нидерланды, после победы на национальном отборе Festivali i Këngës 59.

## Предыстория и композиция
23 декабря 2020 года национальный вещатель Radio Televizioni Shqiptar (RTSH) объявил, что Анджела Перистери примет участие на национальном отборе Festivali i Këngës 59 на конкурсе песни Евровидение 2021. Перистери участвовала с песней «Karma», написанной композитором Кледи Бахити на слова Ольти Цурри. Для её участия в конкурсе песни «Евровидение» «Karma» была переработана, а её тексты остались на албанском языке.

## Критика
После победы на Festivali i Këngës 59 «Karma» была встречена всеобщим одобрением музыкальных критиков. Редактор SoundsEuropean! Он пришёл к выводу, что песня представляет собой «захватывающую смесь фольклорных звуков» с «намеками на поп и рок». Также отметив потенциал, последний рецензент высоко оценил «впечатляющую» вокальную подачу Перистери. В другом обзоре Aussievision автор описал песню как «вневременную балладу» и заявил, что она наполнена «мощным вокалом, драмой и эклектичными инструментами» наряду с «традиционной оркестровкой». Последний завершил свой обзор, написав, что онf может работать «невероятно» великолепно на сцене конкурса песни «Евровидение».

## Выпуск и продвижение
Перистери дразнила сопроводительное музыкальное видео к своей песне предварительным просмотром, опубликованным в её социальных сетях 27 февраля 2021 года. Премьера визуального ролика состоялась на официальном YouTube-канале конкурса песни «Евровидение» 1 марта 2021 года в 20:00 (CET). С января по февраль 2021 года Перистери появлялся для продвижения песни в албанском телевизионном шоу Telebingo Shqiptare и косовском телевизионном эфире NIN. Для дальнейшего продвижения в конце февраля певица опубликовала в своем Instagram ряд фотографий, на которых она изображена в традиционной албанской одежде из разных албанскоязычных территорий.

## Евровидение 2021

### Festivali i Këngës 59
Национальный вещатель, Radio Televizioni Shqiptar (RTSH), организовал национальный отбор Festivali i Këngës 59 на конкурсе песни «Евровидение-2021» в Роттердаме, Нидерланды. Национальный отбор традиционно состоял из двух полуфиналов в декабре 2020 года. В 1-м полуфинале песня «Karma» прозвучала в официальной студийной версии, во 2-м полуфинале — в акустической версии. После грандиозного финала Анджела Перистери стала победительницей с песней «Karma» и одновременно была объявлена представителем Албании на конкурсе песни «Евровидение-2021».

### Роттердам
Конкурс песни «Евровидение-2021», 65-й конкурс песни, должен был состоялся в Роттердаме, Нидерланды, и состоять из двух полуфиналов, которые должны были пройти 18 и 20 мая 2021 года соответственно, и финала, который должен был состояться 22 мая 2021 года. Согласно правилам Евровидения, каждая страна-участница, за исключением принимающей страны и «Большой пятёрки», состоящей из Франции, Германии, Италии, Испании и Великобритании, должна была пройти квалификацию из одного из двух полуфиналов, чтобы побороться за выход в финал. 17 ноября 2020 года было объявлено, что Албания выступит во второй половине 2-го полуфинала конкурса. В финале заняла 21 место.